# مارلی دندریج
مارلی دندریج (انگلیسی: Merle Dandridge؛ زادهٔ ۳۱ مهٔ ۱۹۷۵) خواننده، بازیگر تئاتر، بازیگر تلویزیون، بازیگر سینما، و صداپیشه اهل ایالات متحده آمریکا است. وی از سال ۲۰۰۲ میلادی تاکنون مشغول فعالیت بوده‌است.
از فیلم‌ها یا برنامه‌های تلویزیونی که وی در آن نقش داشته‌است می‌توان به به من دروغ بگو، ذهنهای مجرم، هیچی بجز صداقت، گرین لیف، و آخرین بازمانده از ما اشاره کرد.